# Пьер I Арно (виконт Дакса)
Пьер I Арно (Pierre I Arnaud) (ум. 1140/42) — виконт Дакса.
Сын Арно III.
Жорген (см. Список источников) пишет, что Пьер Арно и его родственник Датон-Арно сеньор Микса и Остабаре убили архидеакона Арно-Раймона, чтобы отомстить за смерть Навара, виконта де Дакс. Виконт Беарна Гастон IV вторгся в Дакс, завоевал виконтство и удерживал его до 1103 года или дольше. Также он захватил сеньорию Микс, которую Пьер I Арно вернул в 1136 году после смерти Сантюля VI, сына Гастона IV.
О жене и детях ничего не известно. Наследница — Гирельда (сестра), жена Арно Дата де Микс.